# Culex modestus
Culex modestus é um espécie de mosquito do Género Culex, pertencente à família Culicidae.